# Шенайх
Шенайх (нім. Schönaich) — громада в Німеччині, знаходиться в землі Баден-Вюртемберг. Підпорядковується адміністративному округу Штутгарт. Входить до складу району Беблінген.
Площа — 14,16 км2. Населення становить 10 795 ос. (станом на 31 грудня 2020).